# پارادوکس انتخاب
تناقض انتخاب(به انگلیسی: The Paradox of Choice) کتابی است نوشته بری شوارتز، جامعه‌شناس آمریکایی که در سال ۲۰۰۴ منتشر شده‌است.
در سال ۱۳۹۸ نیز با نام کامل تناقض انتخاب چرا بیشتر کمتر است توسط سید سجاد حسینی و کیوان شعبانی مقدم ترجمه شده‌است و توسط انتشارات صالحیان به چاپ دوم رسیده.
کتاب تناقض انتخاب: چرا بیشتر کمتر است؟ اثر پرفروش باری شوارتز، دربارهٔ انتخاب‌هایی مانند تحصیلات، شغل، رابطه جنسی، عشق و… است که تقریباً در تمام مراحل زندگی خود با آن رو به رو هستید و شما را قادر می‌سازد تا سرنوشت و تقدیرتان خودتان را کنترل کنید و در هر موقعیتی بتوانید به آنچه دقیقاً می‌خواهید نزدیک شوید.
احتمالاً تا به حال در زندگی خود با کسانی معاشرت داشته‌اید که از نظرتان بسیار موفق و کامیاب بوده‌اند و زندگی رؤیایی و رشک برانگیزی داشته‌اند، ولی وقتی پای صحبت‌هایشان نشسته‌اید با کمال تعجب دریافته‌اید که نه تنها احساس رضایت و خوشبختی نمی‌کنند، بلکه به حال کسانی غبطه می‌خورند که رفاه کمتر و انتخاب‌های محدودتری دارند.
باری شوارتز (Barry Schwartz) استاد دانشگاه سوارثمور آمریکا در کتاب تناقض انتخاب (The paradox of choice) شرح می‌دهد که چرا برخلاف تصور رایج، بسیاری از انسان‌ها با وجود امکانات وسیع، انتخاب‌های فراوان و گزینه‌های جذابی که در اختیار دارند، زندگی‌شان پر دغدغه و ناشاد است و کمتر احساس خوشبختی می‌کنند.
شوارتز در تناقض انتخاب ایده‌های جسورانه‌اش را به شیوه‌ای کاربردی، بسیار شفاف و به دور از کلی گویی‌های مرسوم بیان می‌کند، تا جایی که تعدادی از از مطرح‌ترین شخصیت‌های علم روان‌شناسی کتاب وی را ستوده‌اند و دنیل کانمن، برنده جایزه نوبل سال ۲۰۰۲ آن را کلید «خرسند زیستن» در دنیای مدرن و پیچیده امروز خوانده‌است.
کتاب تناقض انتخاب به عنوان یک اثر کلاسیک، نسخه‌ای برای خرسند زیستن (نه فقط شاد زیستن) در دنیای پر از انتخاب امروزی است. نسخه‌ای تحسین شده و جامع بر اساس روانشناختی نوع بشر که توسط بزرگانی چون مارتین سلیگمن از آن به کتابی یاد می‌شود که باید توسط هر فرد فکوری خوانده شود و گاردین آن را پرفروش‌ترین کتاب سال دانسته‌است.
در سوی دیگر، این واقعیت که برخی انتخاب‌ها خوب هستند لزوماً به معنای این نیست که داشتن انتخاب‌های بیشتر، بهتر است. داشتن اضافه بارِ انتخاب‌ها هزینه دارد. به عنوان یک فرهنگ، ما شیفته آزادی، خودمختاری و تنوع هستیم و میل چندانی نداریم که از هیچ‌یک از گزینه‌هایمان چشم‌پوشی کنیم. با این‌حال، سفت چسبیدن به تمام انتخاب‌های در دسترس باعث اتخاذ تصمیمات بد، اضطراب، استرس و نارضایتی می‌شود و حتی ممکن است ابتلا به بیماری افسردگی را به دنبال داشته باشد.
انتخاب برای حفظ استقلال و آزادی عمل ضروری است، چیزی که اساس و پایهٔ رفاه و آسایش را تشکیل می‌دهد. افراد سالم و تندرست تمایل دارند تا زندگی‌شان را خودشان مدیریت کنند (طبیعی است که باید اینگونه باشد). در سوی دیگر، این واقعیت که برخی انتخاب‌ها خوب هستند لزوماً به معنای این نیست که داشتن انتخاب‌های بیشتر، بهتر است.
برخی نظرات دربارهٔ کتاب تناقض انتخاب:
- تناقض انتخاب، پر خواننده‌ترین کتاب امسال است. (گاردین)
- با تحلیل‌های هوشمندانه‌اش، «تناقض انتخاب» اثری متقاعد کننده است. (بیزنس ویک)
- شوارتز انگشتش را درست روی حال و هوا و خلق و خوی مردم گذاشته‌است! (کریستین سنتری)
- تناقض انتخاب کتابی اصیل و سودمند است. سراسر متن کتاب بر استدلال‌های استوار بنا شده‌است. (نیویورک آبزرور)
- باری شوارتز در کتاب تحول‌آفرین، مستدل و بسیار معقولش، از انتخاب‌های بسیار زیادی که در جهان مدرن بر سر راه ما قرار گرفته سخن می‌گوید. تناقض انتخاب کتابی است که هر فرد فکور و اندیشمندی باید آن را بخواند. (مارتین سلیگمن)
- این کتاب از دو جهت ارزشمند است: اول، همان‌طور که همیشه گفته‌ام، بیشتر ما انسان‌ها اگر گزینه‌های کمتری داشته باشیم آسوده‌تر زندگی می‌کنیم و دوم، این کتاب می‌تواند مقدمه و آغازی برای انجام تحقیقات روان‌شناختی دربارهٔ انتخاب و سلامت باشد. (دانیل کانمن)